# Cap Carbon (Béjaïa)
Le cap Carbon est un cap algérien situé dans la wilaya de Béjaïa, au nord du port de Béjaïa.

## Description
En 1907, il est équipé d'un phare, édifié à 220 m au-dessus du niveau de la mer, ce qui en fait à la fois un des plus hauts phares de la mer Méditerranée et le plus haut phare sur site naturel au monde.

## Galerie

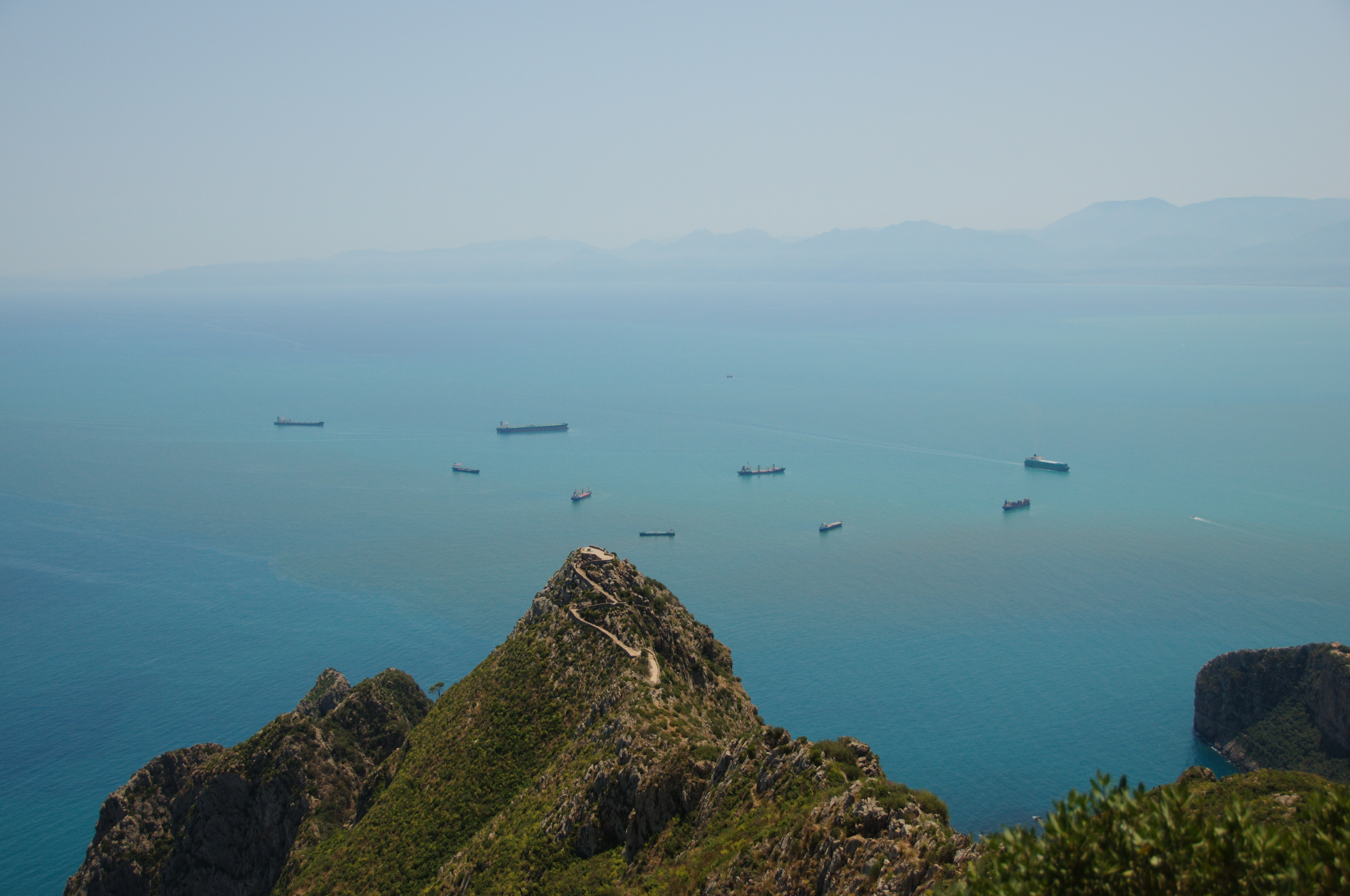
Pic des singes à proximité du Cap Carbon
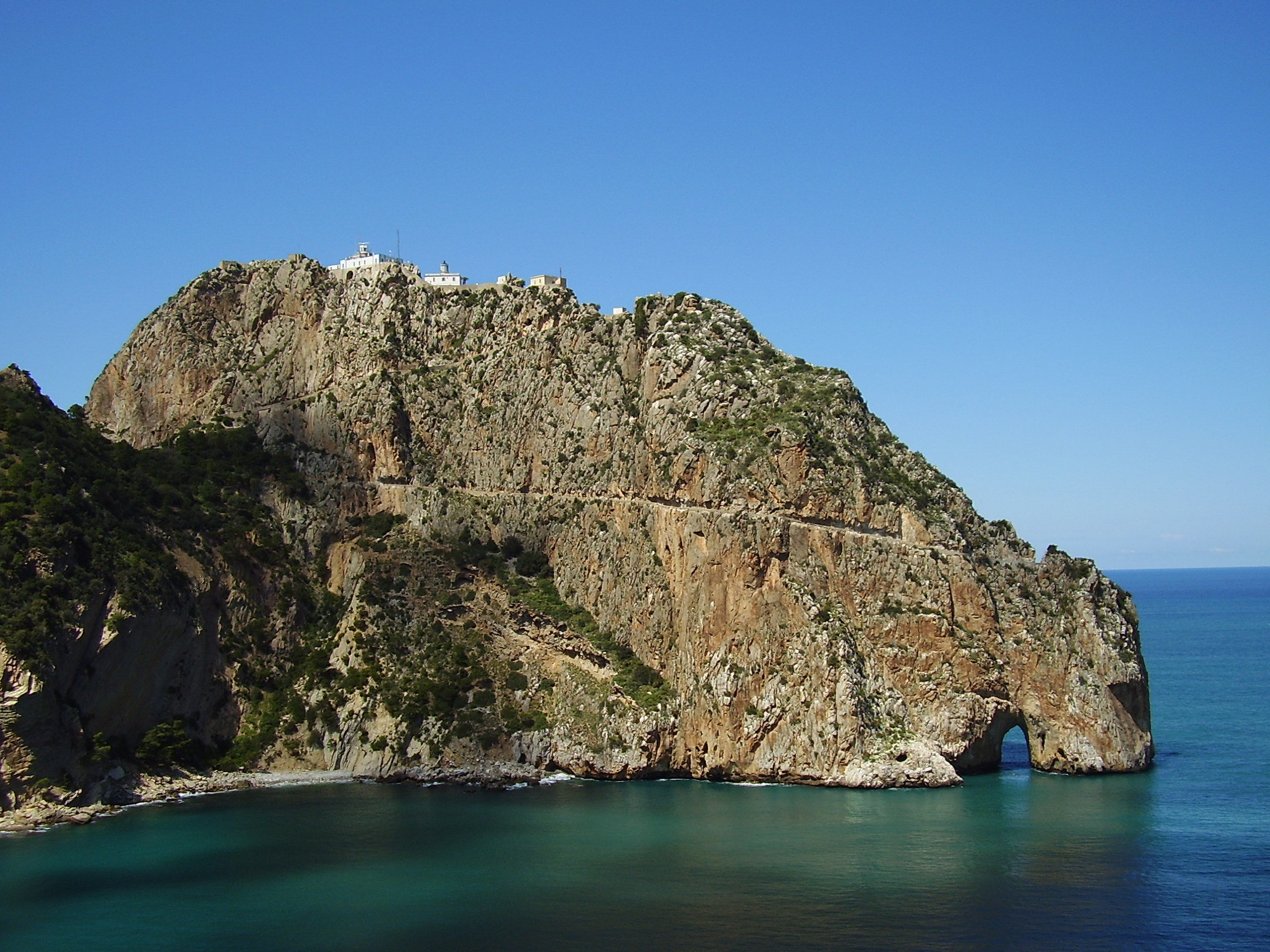
ِCap Carbon
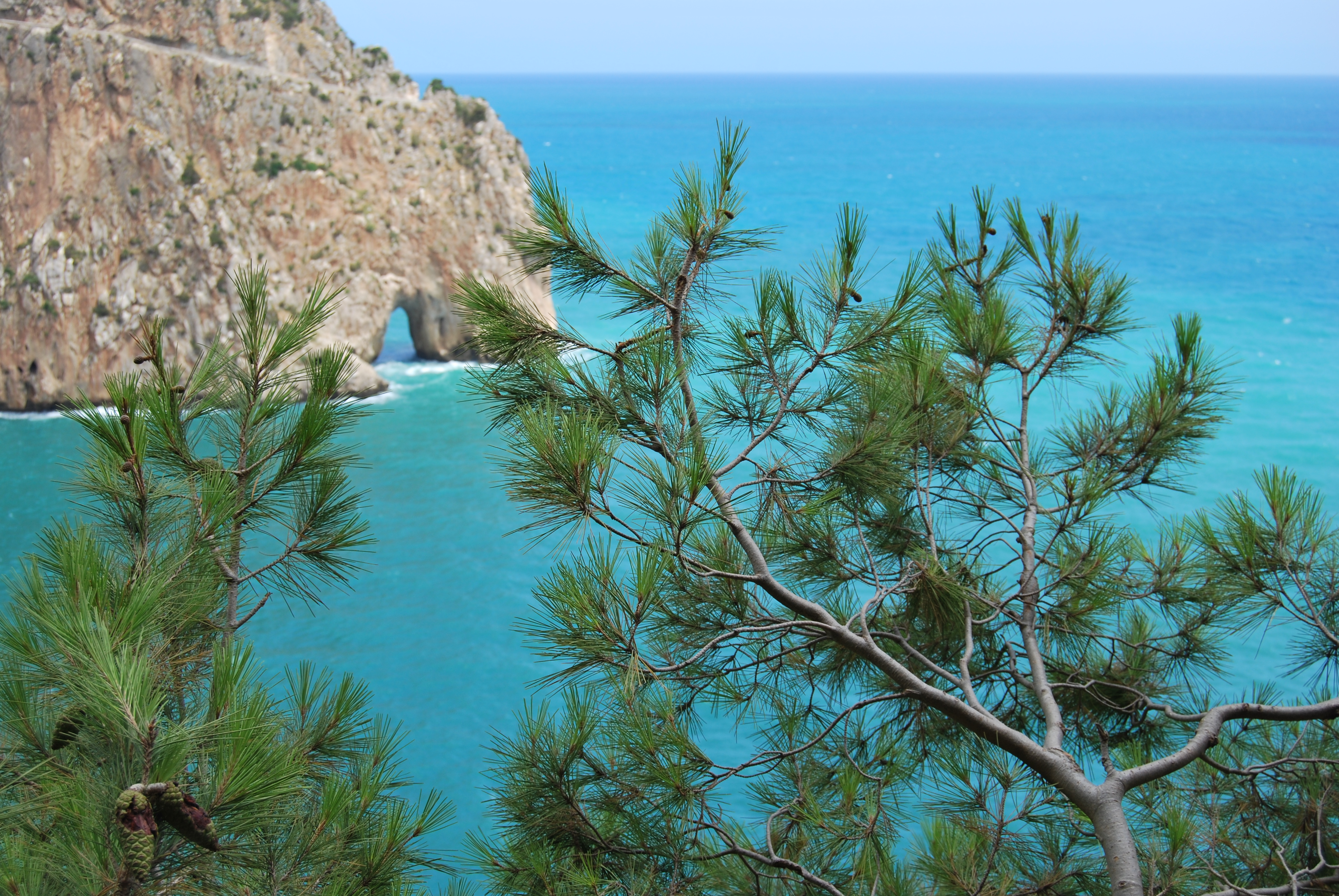
ِCap Carbon
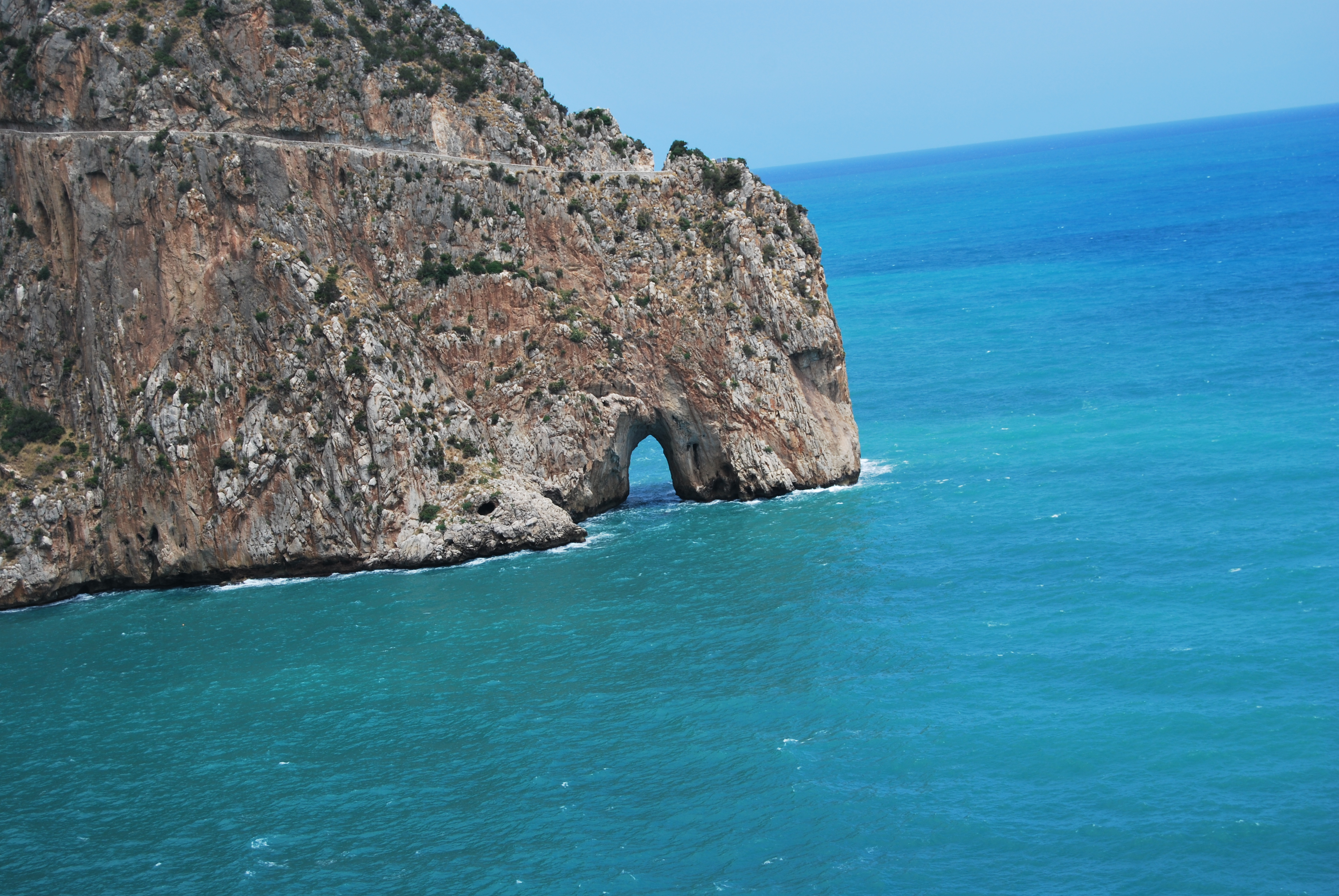
Extrémité du cap Carbon
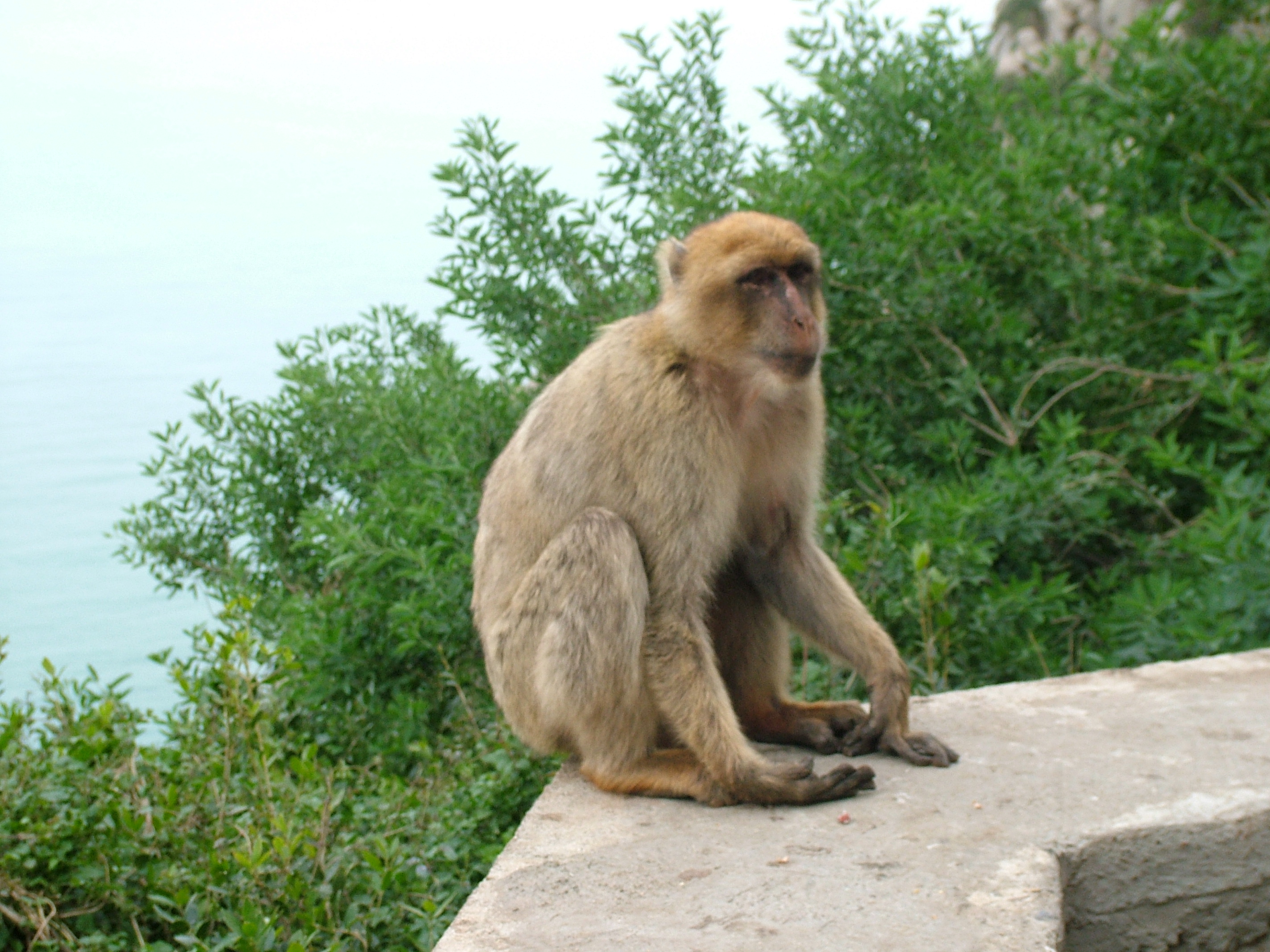
Singe magot